# Kasachische Snooker-Meisterschaft
Die kasachische Snooker-Meisterschaft ist ein zumeist jährlich ausgetragenes Snookerturnier zur Ermittlung des nationalen Meisters Kasachstans in dieser Billardvariante.
Rekordsieger sind die zweimaligen kasachischen Meister Schäkirschan Fasylow und Nikolai Gromow. Seit 2017 findet auch ein Turnier in der Variante 6-Red-Snooker statt, in der der dreimalige Sieger Achmed Galal Rekordmeister ist.

## Herren

### Die Turniere im Überblick
| Jahr | Kasachischer Meister   | Ergebnis         | Finalist             | Halbfinalisten 1       |
| ---- | ---------------------- | ---------------- | -------------------- | ---------------------- |
| 2009 | nicht bekannt          |                  | Nurken Süikenbajew   | Älichan Qaranejew      |
| 2009 | nicht bekannt          | Däuren Urynbajew | Nurken Süikenbajew   |                        |
| 2011 | Schäkirschan Fasylow   |                  | nicht bekannt        | nicht bekannt          |
| 2011 | Schäkirschan Fasylow   | nicht bekannt    | nicht bekannt        |                        |
| 2016 | Nikolai Gromow         | 3:0              | Michail Li           | Qairat Schaqanow       |
| 2016 | Nikolai Gromow         | 3:0              | Michail Li           | Schäkirschan Fasylow 2 |
| 2017 | Nikolai Gromow         | 3:2              | Michail Li           | Wachid Abdul           |
| 2017 | Nikolai Gromow         | 3:2              | Michail Li           | Garri Koschanowski 2   |
| 2021 | Schäkirschan Fasylow   | 4:1              | Marat Muqaschew      | Alexander Zoi          |
| 2021 | Schäkirschan Fasylow   | 4:1              | Marat Muqaschew      | Quanysch Süjinbek 2    |
| 2022 | Bauyrschan Amanschol   | 5:3              | Adam Baiganyschew    | Nurdäulet Maiten 2     |
| 2022 | Bauyrschan Amanschol   | 5:3              | Adam Baiganyschew    | Schumabek Assygat      |
| 2023 | Kyranbek Scheschim     | 4:3              | Bauyrschan Amanschol | Abylaichan Qaranejew   |
| 2023 | Kyranbek Scheschim     | 4:3              | Bauyrschan Amanschol | Aidyn Turdybek 2       |
| 2024 | Grigori Grischetschkin | 3:1              | Abylaichan Qaranejew | Kambar Kamesch 2       |
| 2024 | Grigori Grischetschkin | 3:1              | Abylaichan Qaranejew | Schumabek Assygat      |

### Rangliste
| Platz | Spieler                | Gold | Silber | Bronze |
| ----- | ---------------------- | ---- | ------ | ------ |
| 1     | Schäkirschan Fasylow   | 2    | 0      | 1      |
| 2     | Nikolai Gromow         | 2    | 0      | 0      |
| 3     | Bauyrschan Amanschol   | 1    | 1      | 0      |
| 4     | Grigori Grischetschkin | 1    | 0      | 0      |
| 4     | Kyranbek Scheschim     | 1    | 0      | 0      |

## Junioren
| Jahr | Kasachischer Meister   | Ergebnis | Finalist         | Halbfinalisten 3       |
| ---- | ---------------------- | -------- | ---------------- | ---------------------- |
| 2019 | Asamat Amirajew        | 3:0      | Nurdäulet Maiten | Grigori Grischetschkin |
| 2019 | Asamat Amirajew        | 3:0      | Nurdäulet Maiten | Ramasan Baqyt 4        |
| 2021 | Grigori Grischetschkin | 3:2      | Nurdäulet Maiten | Matwei Tschernikow 5   |
| 2021 | Grigori Grischetschkin | 3:2      | Nurdäulet Maiten | Abdul Chan             |
| 2023 | Grigori Grischetschkin | 4:2      | Atal Amiri       | Tlek Aibekuly          |
| 2023 | Grigori Grischetschkin | 4:2      | Atal Amiri       | Pawel Bulawin 5        |
| 2024 | Grigori Grischetschkin | 3:0      | Atal Amiri       | Danil Dubeschko        |
| 2024 | Grigori Grischetschkin | 3:0      | Atal Amiri       | Michail Bulawin 5      |

## 6-Red-Snooker

### Die Turniere im Überblick
| Jahr | Kasachischer Meister | Ergebnis | Finalist               | Halbfinalisten 6       |
| ---- | -------------------- | -------- | ---------------------- | ---------------------- |
| 2017 | Däuren Urynbajew     | 4:2      | Michail Li             | Jernar Tschimbajew 7   |
| 2017 | Däuren Urynbajew     | 4:2      | Michail Li             | Nikolai Gromow         |
| 2018 | Achmed Galal         | 4:0      | Schäkirschan Fasylow   | Ajan Schaninow         |
| 2018 | Achmed Galal         | 4:0      | Schäkirschan Fasylow   | Asim Muchammed 8       |
| 2019 | Achmed Galal         | 5:0      | Ajan Schaninow         | Schäkirschan Fasylow   |
| 2019 | Achmed Galal         | 5:0      | Ajan Schaninow         | Asim Muchammed 8       |
| 2020 | Achmed Galal         | 6:2      | Alexander Zoi          | Jerschan Kenschebajew  |
| 2020 | Achmed Galal         | 6:2      | Alexander Zoi          | Aidos Tölebajew 7      |
| 2021 | Alexander Zoi        | 5:0      | Grigori Grischetschkin | Ajan Schaninow         |
| 2021 | Alexander Zoi        | 5:0      | Grigori Grischetschkin | Schäkirschan Fasylow 7 |
| 2023 | Adam Baiganyschew    | 5:0      | Aidos Nurlan           | Aidyn Turdybek 7       |
| 2023 | Adam Baiganyschew    | 5:0      | Aidos Nurlan           | Abylaichan Qaranejew   |
| 2024 | Adam Baiganyschew    | 6:4      | Grigori Grischetschkin | Aidyn Turdybek 7       |
| 2024 | Adam Baiganyschew    | 6:4      | Grigori Grischetschkin | Aidos Nurlan           |

### Rangliste
| Platz | Spieler           | Gold | Silber | Bronze |
| ----- | ----------------- | ---- | ------ | ------ |
| 1     | Achmed Galal      | 3    | 0      | 0      |
| 2     | Adam Baiganyschew | 2    | 0      | 0      |
| 3     | Alexander Zoi     | 1    | 1      | 0      |
| 4     | Däuren Urynbajew  | 1    | 0      | 0      |

## 6-Red-Snooker (Junioren)
| Jahr | Kasachischer Meister   | Ergebnis | Finalist               | Halbfinalisten 9       |
| ---- | ---------------------- | -------- | ---------------------- | ---------------------- |
| 2020 | Asamat Amirajew        | 4:2      | Grigori Grischetschkin | Nurdäulet Maiten       |
| 2020 | Asamat Amirajew        | 4:2      | Grigori Grischetschkin | Ramasan Baqyt 10       |
| 2023 | Nurdäulet Maiten       | 5:1      | Grigori Grischetschkin | Atal Amiri 11          |
| 2023 | Nurdäulet Maiten       | 5:1      | Grigori Grischetschkin | Wladislaw Stankewitsch |
| 2024 | Grigori Grischetschkin | 7:2      | Michail Bulawin        | Alinar Sultanow        |
| 2024 | Grigori Grischetschkin | 7:2      | Michail Bulawin        | Pawel Bulawin 11       |
| 2025 | Atal Amiri             | 6:1      | Pawel Bulawin          | Bogdan Gretschany      |
| 2025 | Atal Amiri             | 6:1      | Pawel Bulawin          | Michail Bulawin 11     |